# Reculée

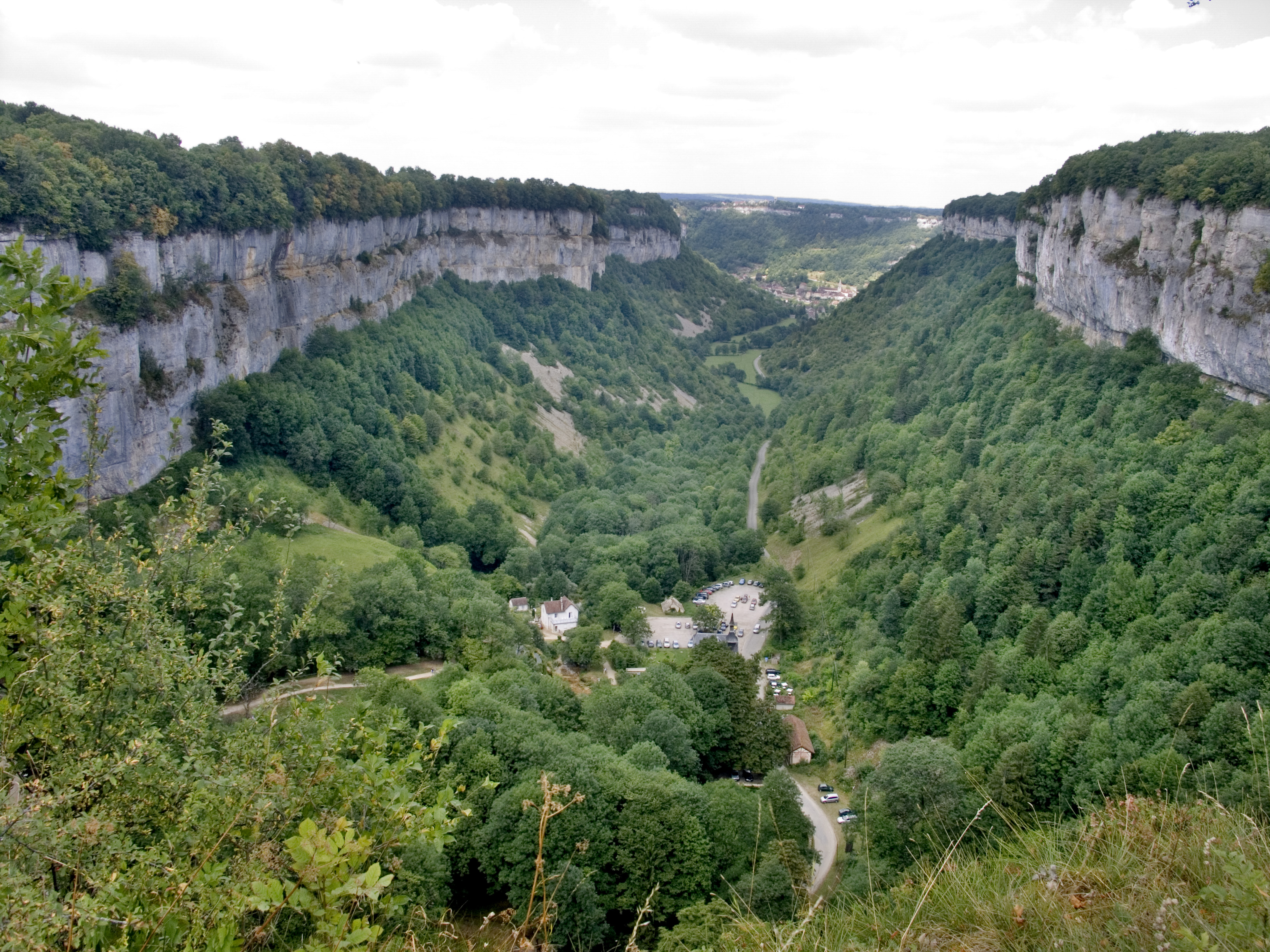
Baume-les-Messieurs

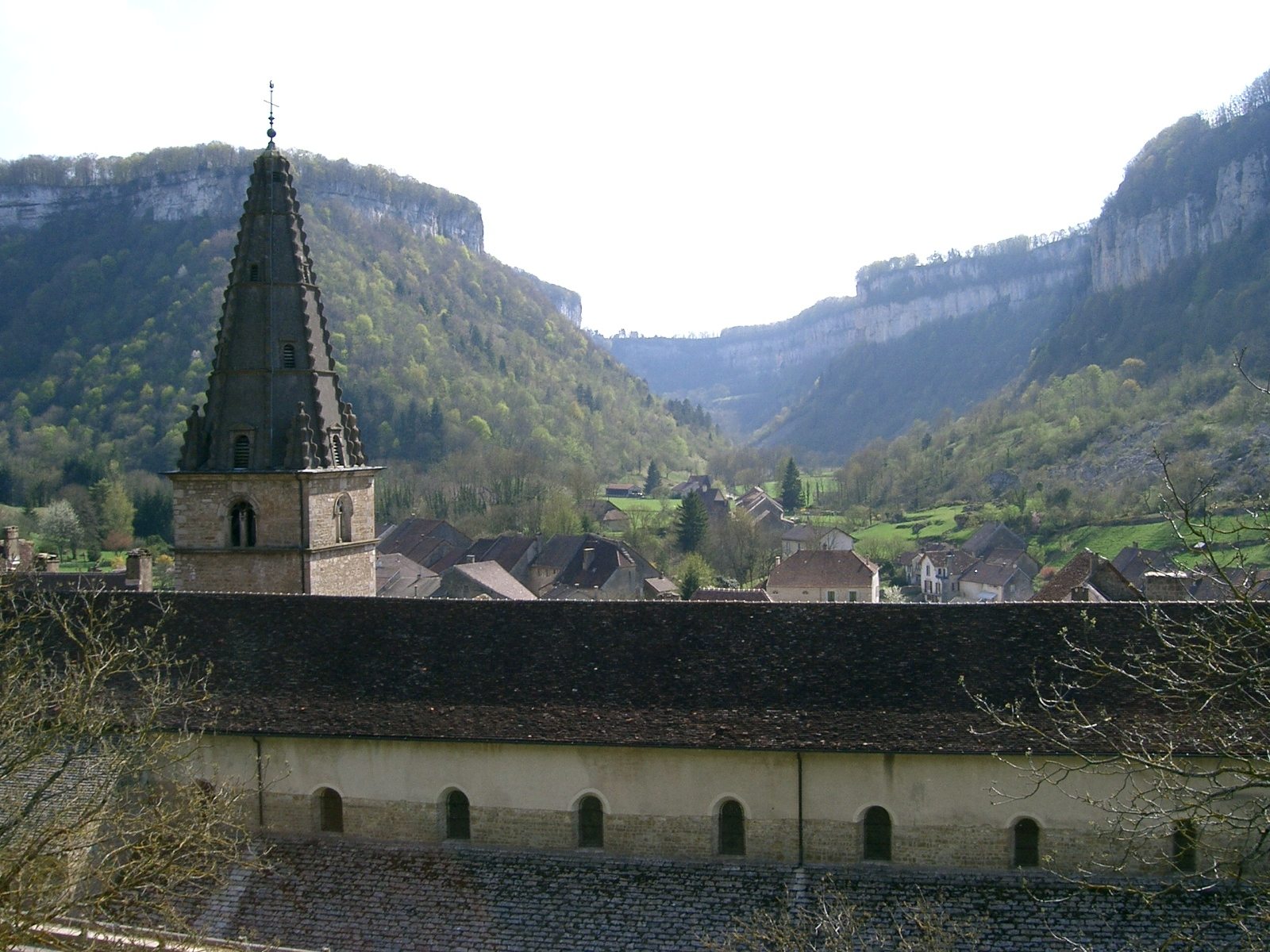
Die Abtei Baume-les-Messieurs

Reculée ist ein im französischen Jura gebräuchlicher geographischer Begriff für Blindtäler. Es sind kurze tiefe Täler, die die untere Geländestufe des Gebirges, vor allem zwischen Arbois und Lons-le-Saunier, zerschneiden und in Felskesseln (den Cirques) enden. Sie gehören zu den originellsten landschaftlichen Sehenswürdigkeiten des Jura. 
Die Form ist komplex. Es gibt einfache kurze (Vaux-sur-Poligny), lange und verzweigte (Baume-les-Messieurs) oder gelappte (Ladoye-sur-Seille). Die Breite liegt zwischen ein paar hundert Metern und einem Kilometer.
Der Jura steigt in zwei Stufen von Westen nach Osten an, von der Saône-Ebene zu den Gipfeln entlang der Schweizer Grenze auf. Die erste Stufe trennt die Ebene vom Plateau Jurassien, welches 20–30 Kilometer breit, in kleinen Stufen zum hohen Jura hin verläuft. Dahinter erheben sich die Bergketten der Montagne Jurassienne, die zur Schweizer Seite, oft über 1000 Meter steil abfallen. Die vier wichtigsten Täler sind die Reculée des Planches, die Culée de Vaux, der Cirque de Ladoye und der Cirque de Baume.

## Reculée des Planches
Die Straße ins Reculée des Planches folgt dem Oberlauf des Flusses Cuisance. In Les Planches-près-Arbois geht es von der D469 ab über eine Steinbrücke, nach knapp einem Kilometer kommt man zur Höhle Grotte des Planches. Aus ihrem Eingang entspringt in einer Kaskade die Cuisance. Abhängig vom Wasserstand bietet die Höhle ein unterschiedliches Bild. Bei Schneeschmelze oder nach starken Regenfällen wird sie von einem reißenden unterirdischen Fluss durchströmt, über dem der Besucher auf schmalen Stegen dahinbalanciert. Auf den begehbaren 800 m der Höhle wechselt eine Reihe von Bassins mit Stromschnellen ab. Während der Trockenperioden werden die Folgen der Arbeit des Wassers im Stein sichtbar in Form von polierten Rinnen, Treppen und Riesentöpfen, die von Strudeln und darin rotierenden Steinen wie in Gletschermühlen ausgehöhlt wurden. Nach zwei Kilometer entlang der Kante des Reculée erreicht man den Aussichtspunkt Belvedere du Cirque du Fer à Cheval.

## Culée de Vaux
Die Kirche des Ortes Vaux-sur-Poligny mit ihren bunten Burgunderziegeln ist Relikt einer cluniaziensischen Klosteranlage. Hinter dem Ort klettert die Straße die Flanke des Culée de Vaux hoch und erreicht den Aussichtspunkt Belvedere des Monts-de-Vaux.

## Cirque de Ladoye
Etwa 10 km weiter südlich des Culée de Vaux liegt der Cirque de Ladoye. An der Kreuzung der D 96 mit der D 5 liegt ein Aussichtspunkt hoch über dem Cirque de Ladoye mit Blick in die Tiefe. Einige hundert Meter weiter, auf der D 5 in Richtung Château-Chalon, steigt die D 204 steil in der Wand des Cirques hinunter nach Ladoix-de-la-Seille, um dann weiter dem bukolischen Tal zu folgen. 

## Cirque de Baume
Von der Kreuzung der D 5 mit der D 70 (Blick auf Château-Chalon) kommt man zunächst in den winzigen Ort Baume-les-Messieurs, der zur Hälfte aus der gleichnamigen Abtei besteht. Der dreifach verzweigte Talabschluss (knapp 10 km östlich von Lons-le-Saunier) ist eine der größten landschaftlichen Sehenswürdigkeiten Frankreichs. Die hohen Felswände wirken wie aus dem Karst gesägt. Der Kontrast zum tiefgrünen Talboden mit seinen Bächen und der Abtei von Baumes-les-Messieurs entspricht dem romantischen Landschaftsideal.